# Hipposideros doriae
Hipposideros doriae је сисар из реда слепих мишева и фамилије Hipposideridae.

## Угроженост
Ова врста је на нижем степену опасности од изумирања, и сматра се скоро угроженим таксоном.

## Распрострањење
Врста има станиште у Малезији и Индонезији.

## Станиште
Станиште врсте су шуме. 
Врста је присутна на подручју острва Суматра и Борнео.